# John Legere
John Legere (4 giugno 1958) è un imprenditore statunitense.
È stato amministratore delegato di T-Mobile US dal settembre 2012 all'aprile 2020, in seguito alla fusione dell'azienda con Sprint. In precedenza ha lavorato per AT&T, Dell e Global Crossing.